# Стражам границ (мемориальный комплекс)
Мемориал «Стражам границ» — мемориальный комплекс, посвящённый пограничникам в городе Бресте Республики Беларусь. На базе памятника «Стражам границ», который был открыт в 1972 году, после реконструкции был создан мемориальный комплекс «Героям — стражам границ».

## История и описание
Памятник «Стражам границ» посвящён пограничникам, погибшим в годы Великой Отечественной войны. Был открыт в 1972 году в сквере Пограничников. Авторы памятника: скульптор М. С. Альтшулер, архитекторы А. Горбачев, Н. Миловидов. В 2001 году на личные денежные средства Брестской пограничной группы и ветеранов пограничных войск Белоруссии на базе памятника «Стражам границ» был создан мемориальный комплекс «Героям — стражам границ», который осветил Патриарх Московский и Всея Руси Алексий II. С 2015 года мемориал находился на капитальном ремонте и в 2017 году вновь был открыт. Мемориальный комплекс был обновлён, заменены гранитные плиты, отреставрированы ступеньки, площадка, на которой находится памятник, была благоустроена прилегающая территория. В настоящее время в мемориальный комплекс входит восемь стел с барельефами пограничников — Герои Советского Союза: Андрей Митрофанович Кижеватов, Гармажап Аюрович Гармаев, Иван Петрович Барсуков; красноармеец Григорий Ильич Кофанов, ефрейтор Александр Абрамович Завидов, заместитель политрука Иван Петрович Беляев, младший сержант Алексей Александрович Новиков, старший прапорщик Варлам Михайлович Кублашвили.
Мемориальный комплекс находится на перекрестке проспекта Машерова и улицы Ленина в городе Бресте.